# Гендерний континуум

Символ сексуальності як континууму, альтернативний дискретному уявленню про гендерну ідентичність

Гендерний континуум — оцінний інструмент для вивчення гендерних відносин у суспільствах минулого та сучасності. Являє собою модель співвідношення проявів маскулінності і фемінності у суспільстві, при цьому вважають, що та чи інша особистість може займати певну позицію згідно зі шкалою співвідношення маскулінності і фемінності, а суспільство являє собою континуум, в якому особистості більш або менш рівномірно розподілені за цією шкалою.

## Моделі гендерного континууму

Моделі співвідношень маскулінності і фемінності

Моделі гендерного континууму базуються на встановлених науковими дослідженнями фактах, що хоча гендерна самосвідомість людей тяжіє до ідентифікаційних ознак, яким можна присвоїти властивості на основі традиційних гендерних ролей і характеристик, більшість людей демонструють різну міру фізичних та емоційних рис маскулінності і фемінності. Крім того, чимало традиційних культур визнавали і визнають наявність більш ніж двох статей (гендерів). Так само і серед людей сучасних розвинених суспільств є ті, хто не вписуються в жодну з моделей чоловічої або жіночої ролі. Тому стать — не сукупність бінарних категорій, а спектр гендерної ідентичності, який відображає фактичне суб'єктивне відчуття індивіда, що належать до жіночої, чоловічої категорії, обох одночасно чи поперемінно або до жодної з двох.
Для аналізу феномену гендерної небінарності було запропоновано декілька варіантів співвідношення маскулінності і фемінності. Моделі концептуалізації та типізації фемінності та маскулінності відрізняються ступенем незалежності, який вони постулюють між цими гендерними категоріями.
Найпростішою моделлю, яку використовують для типізації гендерних ролей, є біполярна, яка постулює, що «повністю чоловічий» і «повністю жіночий» гендери є двома крайнощами на протилежних полюсах континууму. Вона виходить із припущення, що чим більш часті і сильні прояви в особистості чоловічої поведінки, тим рідше і менш імовірно, що вона буде демонструвати жіночу поведінку, і навпаки. Іншими словами, чим більше в індивіда фемінних ознак, тим менше маскулінних і навпаки. Це взаємовиключні антоніми.
Дослідження Сандри Бем (Sandra Bem) та її послідовниць і послідовників показали, що гендерні якості багатогранні і багатомірні, а фемінність і маскулінність — це не два протилежних полюси однієї і тієї ж шкали, вони являють собою дві різні й незалежні шкали, два різних вимірювання людяності. Як наслідок Бем виділила не два, а чотири статеворольових типи:
1. маскулінний тип — високі показники маскулінності і низькі — фемінності;
2. фемінний тип — високі показники фемінності і низькі — маскулінності;
3. андрогінний тип — високі показники як маскулінності, так і фемінності;
4. недиференційований тип — низькі показники і маскулінності, і фемінності.

Проте пізніше було відмічено, що небіполярна типізація може здійснюватись принаймні у двох варіантах.
Ортогональна модель передбачає повну незалежність шкал маскулінності і фемінності, при цьому слабкість виразу рис маскулінності не передбачає обов'язкову наявність рис фемінності, як і навпаки.
Діагональна модель (якої власне і дотримувалась С. Бем) передбачає, що принаймні до певної міри, чим більш маскулінні індивіди, то, як правило, тим менш вони фемінні, і чим більш вони фемінні, тим менш вони маскулінні, а андрогінний та недиференційовані типи можна деякою мірою вважати самостійними областями континууму.
Таким чином, дві останні моделі допускають, що індивіди можуть мати різні рівні як маскулінності, так і фемінності. Слід зазначити, що не всі дослідники розрізняють ортогональну та діагональну моделі, часто обидві розглядають як ортогональні.